# Liste des aliments portant un nom de personne
Cette liste présente les aliments, plats ou boissons portant un nom de personne.
- Haut – A
- B
- C
- D
- E
- F
- G
- H
- I
- J
- K
- L
- M
- N
- O
- P
- Q
- R
- S
- T
- U
- V
- W
- X
- Y
- Z

## A
- Poularde Adelina Patti, d'après la cantatrice italienne Adelina Patti (1843-1919) : poularde farcie de riz servie avec une sauce à base de bouillon de poulet et de crème fraîche, des fonds d'artichauts
- Filet de bœuf Prince-Albert, d'après Albert de Saxe-Cobourg-Gotha (1819-1857) : filet de bœuf farci au foie gras et nappé d'une sauce au cognac
- Sauce Albert, peut-être d'après Albert de Saxe-Cobourg-Gotha (1819-1857) : sauce à base de raifort et de fond de volaille
- Sauce Albufera et poularde Albuféra, d'après Louis-Gabriel Suchet (1770-1826), duc d'Albuféra : poularde pochée accompagnée de vol-au-vent aux quenelles, rognons de coq, champignons, truffes et sauce Albuféra
- Consommé Princesse Alice, en référence à la Princesse Alice, comtesse d'Athlone (1883-1981): un consommé de laitue et cœurs d'artichaut
- Omelette André Theuriet, en référence à l'auteur français André Theuriet (1833-1907) : une omelette aux truffes et aux asperges
- Pommes Anna, d'après Anna Deslions : gratin de couches de pommes de terre et de noisettes de beurre
- Oreiller de la belle Aurore, d'après Marie Claudine Aurore Récamier (1728-1802) « la belle Aurore », mère de Jean Anthelme Brillat-Savarin (1755-1826) : tourte salée géante et carrée comme un oreiller, confectionnée avec 14 viandes différentes et nécessitant 7 heures de cuisson

- Haut – A
- B
- C
- D
- E
- F
- G
- H
- I
- J
- K
- L
- M
- N
- O
- P
- Q
- R
- S
- T
- U
- V
- W
- X
- Y
- Z

## B
- Potage à la du Barry, d'après Madame du Barry (1743-1793) : velouté à base de chou fleur
- Sauce Béchamel, d'après Louis Béchameil de Nointel (1630-1703) : sauce épaisse à base de beurre, farine et lait
- Œufs Bénédicte ou Bénédict, peut-être d'après Lemuel Benedict (1867-1943) : plat composé de deux moitiés de muffin, recouvertes d'une tranche de jambon, bacon, saumon ou tomate, d'un œuf poché, et nappées de sauce hollandaise.
- Bellini (cocktail), d'après le peintre vénitien de la Renaissance Giovanni Bellini : cocktail à base de Prosecco ou de champagne et de purée de pêches blanches
- Tarte Bourdaloue, d'après la rue Bourdaloue qui tire elle-même son nom de Louis Bourdaloue (1632-1704) : tarte aux poires et à la frangipane ou crème d'amandes
- Brillat-savarin, d'après Jean Anthelme Brillat-Savarin (1755-1826) : marque fromagère de fromages au lait de vache

- Haut – A
- B
- C
- D
- E
- F
- G
- H
- I
- J
- K
- L
- M
- N
- O
- P
- Q
- R
- S
- T
- U
- V
- W
- X
- Y
- Z

## C
- Carpaccio, d'après Vittore Carpaccio (1465-1525/6) : plat à base de viande de bœuf crue tranchée en très fines lamelles et assaisonnées d'huile d'olive, de jus de citron, de sel et poivre et de copeaux de parmesan
- Salade César, d'après Caesar Cardini (1896-1956) : salade composée à base de laitue, œufs durs, parmesan, croûtons et sauce César
- Charlotte, peut-être d'après Charlotte de Mecklembourg-Strelitz (1744-1818) : gâteau à base de biscuits à la cuillère (ou boudoirs) entourant un cœur de mousse ou crème de fruits
- Chateaubriand, peut-être d'après François-René de Chateaubriand (1768-1848) : pièce de viande de bœuf taillée dans le filet
- Œufs à la Chimay et Poularde Chimay, d'après Clara de Chimay : œufs durs ou poularde farcis d'une duxelles de champignons et recouverts d'une sauce Béchamel au comté
- Sauce Choron, d'après Alexandre Choron (1837-1924) : sauce béarnaise additionnée de tomates
- Reine-claude, d'après Claude de France (1499-1524) : variété de prune
- Clémentine, d'après Clément Rodier (1839-1904) : variété d'agrume
- Salade Cobb, d'après Robert Cobb, patron du restaurant The Brown Derby (1900-1978) : salade composée à base de salade, bacon grillé, filets de poulet rôti, œufs dur, avocat, ciboulette, roquefort et vinaigrette au vin rouge
- Sauce Colbert, d'après Jean-Baptiste Colbert (1619-1683) : sauce à base de beurre pommade, sel et poivre, persil et estragons hachés et glace de viande
- Sauce Cumberland, d'après William Augustus de Cumberland (1721-1765) : sauce à base de Porto, gelée et jus d'agrumes, moutarde et épices

- Haut – A
- B
- C
- D
- E
- F
- G
- H
- I
- J
- K
- L
- M
- N
- O
- P
- Q
- R
- S
- T
- U
- V
- W
- X
- Y
- Z

## D
- Pommes dauphine, d'après l'épouse du Dauphin (titre), héritier présomptif de la Couronne de France sous l'Ancien Régime : boulettes à base de purée de pommes de terre et de pâte à choux
- Blinis Demidoff, d'après Anatole Demidoff (1812-1870) : petites galettes de pommes de terre cuites et recouvertes de caviar
- Steak Diane, d'après la déesse Diane : spécialité américaine constitué d'un steak attendri arrosé d'une sauce mélangeant beurre, fond, moutarde, ciboulette et sauce Worcestershire, l’ensemble étant flambé à l'aide d'un spiritueux.
- Potage Doria, d'après un membre de la Famille Doria habitué du Café Anglais au XIXe siècle : velouté froid au concombre
- Sole à la Dugléré, d'après Adolphe Dugléré (1805-1884) : filets de sole nappés d'une crème à base de tomates

- Haut – A
- B
- C
- D
- E
- F
- G
- H
- I
- J
- K
- L
- M
- N
- O
- P
- Q
- R
- S
- T
- U
- V
- W
- X
- Y
- Z

## F
- Potage Fontanges, d'après Angélique de Fontanges : soupe de pois cassés
- Asperges à la Fontenelle, d'après Bernard Le Bouyer de Fontenelle (1657-1757) : plat à base d'asperges et œufs durs
- Frangipane, d'après le nom de famille italien Frangipani : crème d'amandes

- Haut – A
- B
- C
- D
- E
- F
- G
- H
- I
- J
- K
- L
- M
- N
- O
- P
- Q
- R
- S
- T
- U
- V
- W
- X
- Y
- Z

## G
- Gambrinus, d'après Gambrinus inventeur légendaire de la bière belge : marque de bière
- Potage Germiny, d'après Charles Le Bègue de Germiny : potage à base d'oseille et de jaunes d’œufs
- Earl Grey, d'après Charles Grey (1764-1845) : mélange de thé noir aromatisé à la bergamote

- Haut – A
- B
- C
- D
- E
- F
- G
- H
- I
- J
- K
- L
- M
- N
- O
- P
- Q
- R
- S
- T
- U
- V
- W
- X
- Y
- Z

## H
- Tournedos et Poire belle Hélène, d'après Hélène de Sparte via La Belle Hélène (1864) d'Offenbach : dessert à base de poires pochées au sirop, accompagnées de crème glacée à la vanille et napées d'une sauce au chocolat
- Saint-honoré, d'après Honoré d'Amiens : pâtisserie composée de petits choux

- Haut – A
- B
- C
- D
- E
- F
- G
- H
- I
- J
- K
- L
- M
- N
- O
- P
- Q
- R
- S
- T
- U
- V
- W
- X
- Y
- Z

## J
- Coquille Saint-Jacques, d'après l'apôtre Jacques le Majeur (Ier siècle) : variété de coquillage
- Janssons frestelse, peut-être d'après Per Janzon (1844-1889) : spécialité culinaire traditionnelle suédoise à base de pomme de terre, d'oignons et de sprats
- Joffre, d'après Joseph Joffre (1852-1931) : gâteau au chocolat

- Haut – A
- B
- C
- D
- E
- F
- G
- H
- I
- J
- K
- L
- M
- N
- O
- P
- Q
- R
- S
- T
- U
- V
- W
- X
- Y
- Z

## L
- Le lumumba, boisson à base de chocolat, d'une touche de crème fouettée et d'une dose d'alcool

- Haut – A
- B
- C
- D
- E
- F
- G
- H
- I
- J
- K
- L
- M
- N
- O
- P
- Q
- R
- S
- T
- U
- V
- W
- X
- Y
- Z

## M
- Madeleine, selon la tradition d'après Madeleine Paulmier (XVIIIe siècle) :
- Mars, d'après Franklin Clarence Mars : barre chocolatée fourrée au biscuit et au caramel fondant
- Bloody Mary, peut-être d'après la reine d'Angleterre Marie Ire (1516-1558), Mary Pickford (1892-1979) ou Mary Welsh Hemingway (1908-1986) : cocktail à base de vodka et de jus de tomate
- Garniture Matignon, d'après Charles Auguste de Goyon de Matignon (1647-1729)
- Pêche Melba, d'après la cantatrice Nellie Melba (1861-1931)
- Œufs Meyerbeer, d'après Giacomo Meyerbeer (1791-1864)
- Entrecôte Mirabeau, d'après Honoré-Gabriel Riqueti de Mirabeau (1749-1791)
- Mirepoix, selon la tradition d'après Gaston Pierre de Lévis-Mirepoix (1699-1757)
- Sauce Mornay, d'après Charles Léonce de Mornay (1792-1849) et son frère

- Haut – A
- B
- C
- D
- E
- F
- G
- H
- I
- J
- K
- L
- M
- N
- O
- P
- Q
- R
- S
- T
- U
- V
- W
- X
- Y
- Z

## O
- Veau Orloff, d'après Alexeï Fiodorovitch Orlov (1787-1862)
- Filets de sole Otero, d'après Caroline Otero (1868-1965)

- Haut – A
- B
- C
- D
- E
- F
- G
- H
- I
- J
- K
- L
- M
- N
- O
- P
- Q
- R
- S
- T
- U
- V
- W
- X
- Y
- Z

## P
- Hachis parmentier, d'après Antoine Parmentier (1737-1813)
- Pimm's, d'après James Pimm (1792-1866)
- Praline, d'après César de Choiseul du Plessis-Praslin (1598-1675)

- Haut – A
- B
- C
- D
- E
- F
- G
- H
- I
- J
- K
- L
- M
- N
- O
- P
- Q
- R
- S
- T
- U
- V
- W
- X
- Y
- Z

## R
- Bouchée à la reine, selon la tradition d'après Marie Leszczynska (1703-1768)
- Tournedos Rossini, d'après Gioacchino Rossini (1792-1868)

- Haut – A
- B
- C
- D
- E
- F
- G
- H
- I
- J
- K
- L
- M
- N
- O
- P
- Q
- R
- S
- T
- U
- V
- W
- X
- Y
- Z

## S
- Sachertorte, d'après Franz Sacher (1816-1907)
- Sandwich, d'après John Montagu, comte de Sandwich (1718-1792)
- Savarin, d'après Jean Anthelme Brillat-Savarin (1755-1826)
- Crème Agnès Sorel ou Suprême de volaille Agnès Sorel, d'après Agnès Sorel (1422-1450)
- Sauce Soubise, d'après Charles de Rohan-Soubise (1715-1787)
- Bœuf Stroganov, d'après un membre de la famille Stroganoff

- Haut – A
- B
- C
- D
- E
- F
- G
- H
- I
- J
- K
- L
- M
- N
- O
- P
- Q
- R
- S
- T
- U
- V
- W
- X
- Y
- Z

## T
- Sauce Talleyrand, d'après Charles-Maurice de Talleyrand-Périgord (1754-1838)
- Tarte Tatin, d'après les sœurs Stéphanie (1838-1917) et Caroline (1847-1911) Tatin

- Haut – A
- B
- C
- D
- E
- F
- G
- H
- I
- J
- K
- L
- M
- N
- O
- P
- Q
- R
- S
- T
- U
- V
- W
- X
- Y
- Z

## V
- Poulet à la Villeroy, d'après Nicolas de Neufville de Villeroy (1598-1685)

- Haut – A
- B
- C
- D
- E
- F
- G
- H
- I
- J
- K
- L
- M
- N
- O
- P
- Q
- R
- S
- T
- U
- V
- W
- X
- Y
- Z

Verte

## W
- Bœuf Wellington, d'après Arthur Wellesley, duc de Wellington (1769-1852)

- Haut – A
- B
- C
- D
- E
- F
- G
- H
- I
- J
- K
- L
- M
- N
- O
- P
- Q
- R
- S
- T
- U
- V
- W
- X
- Y
- Z